# Cyrstal Rae
Cyrstal Rae (Florida, 19 de diciembre de 1996) es una actriz porno estadounidense.

## Biografía
En 2015, entró a la industria del porno a los 19 años y ha aparecido en más de 50 películas.